# Liste der Straßen und Plätze in Radebeul-Kötzschenbroda
Die Liste der Straßen und Plätze in Radebeul-Kötzschenbroda ist ein Auszug aus der Liste der Straßen und Plätze in Radebeul, ergänzt um die jeweiligen Koordinaten sowie um Fotos. Sie gibt eine Übersicht über die Straßen und Plätze im Stadtteil Kötzschenbroda der sächsischen Stadt Radebeul, ohne Kötzschenbroda Oberort. Angeführt werden neben den Namen auch die Stadtteile, durch die die Straßen auch noch verlaufen, das Jahr der letzten Namenswidmung, der Namensgeber sowie ihre ehemaligen Namen. Darüber hinaus sind die in den zugehörigen Straßen liegenden, denkmalgeschützten Bauwerke bzw. Sehenswürdigkeiten wie auch die dort liegenden, mit einem Radebeuler Bauherrenpreis ausgezeichneten Gebäude mit ihren Hausnummern aufgeführt, dazu Anmerkungen sowie ehemalige Bewohner dieser Straße.

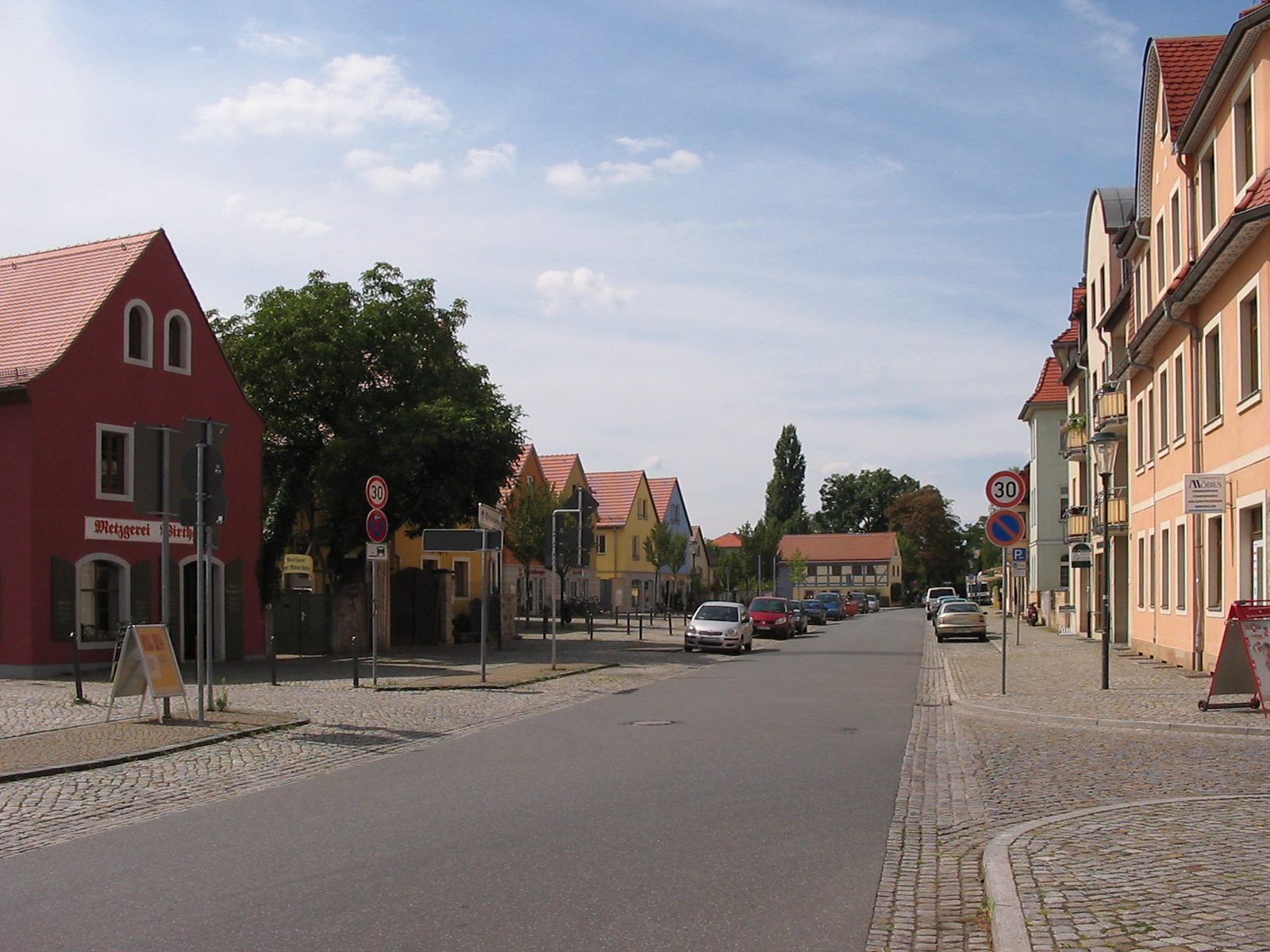
Blick über das Unterdorf, am Ende das Hirtenhaus

## Legende
Die in der Tabelle verwendeten Spalten listen die im Folgenden erläuterten Informationen auf:
- Straßen-/ Platzname: Bezeichnung der einzelnen Straßen und Plätze.

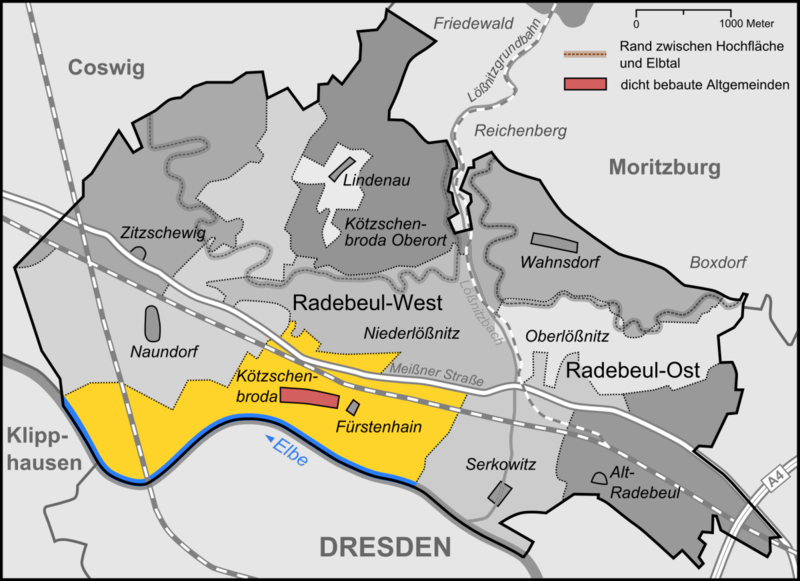
Übersicht über die Lage der Radebeuler Stadtteile

- Weitere Stadtteile: Radebeuler Stadtteile, durch die die Straße ebenfalls führt.
  - FUE: Fürstenhain (Straßenliste)
  - KOE: Kötzschenbroda
  - KOO: Kötzschenbroda-Oberort (Straßenliste)
  - LIN: Lindenau (Straßenliste)
  - NAU: Naundorf (Straßenliste)
  - NDL: Niederlößnitz (Straßenliste)
  - OBL: Oberlößnitz (Straßenliste)
  - RAD: Alt-Radebeul (Straßenliste)
  - SER: Serkowitz (Straßenliste)
  - WAH: Wahnsdorf (Straßenliste)
  - ZIT: Zitzschewig (Straßenliste)
- Widmung: Datum der Namenswidmung.
- Namensgeber: Namensgeber der letztmaligen Namenswidmung.
- Alte Namen: Vorherige Namen der Straßen und Plätze.
- Denkmale. Sehenswürdigkeiten. Bauherrenpreise: Hausnummern der in dieser Straße liegenden Denkmale, Kulturdenkmale, Sehenswürdigkeiten (z. B. Erwähnung im Dehio)[1][2] oder Bauherrenpreise. (Nummern in Klammer geben die Grundstücksnummer bei namentlich genannten Denkmalen oder Sehenswürdigkeiten an.)
- Bemerkung. Bewohner: Nähere Erläuterung sowie ehemalige Bewohner dieser Straße.
- Bild: Foto der Straße oder des Platzes.

## Straßen- und Platzverzeichnis
| Straßen- / Platzname                | Weitere Stadtteile      | Widmung             | Namensgeber                    | Alte Namen | Denkmale. Sehenswürdigkeiten. Bauherrenpreise | Bemerkung. Bewohner | Bild                                                             |
| ----------------------------------- | ----------------------- | ------------------- | ------------------------------ | --- | --- | --- | ---------------------------------------------------------------- |
| Altkötzschenbroda (Lage)            |                         | 1935                | Kötzschenbroda                 | Mitte 19. Jh. Hauptstraße, Markt (östl. Teil) | Kriegerdenkmal, 5, 8, 10, 11, 13, 15, 17, 18, 19, 20, 21, 22, 24, 25, 28, 32, 33, 39, Friedenskirche und Kirchhof, „Chronos und die Trauernde“, Lutherhaus (40), 41, 44, 45, 46, 47, 48, 49, 53, 54, 55, 56, 57, 58, 59, 61, 62, 64, 68, 70 | Stadtgalerie Radebeul, Heimatstube Kötzschenbroda. Johann Samuel Gottlob Flemming, Augustin Prescher, Christophorus Bulaeus, Johann Gottlob Trautschold, Große (Baumeisterfamilie), Wilhelm Eichler, Anton Weck | Giebelständige Bauernhäuser am Anger Altkötzschenbroda           |
| Am Bornberge (Lage)                 | NDL                     | 1935                |                                | Borngasse, 1883 Bornstraße | 5 | nach einer schon zu Anfang des 17. Jh. belegten Weinbergsbezeichnung | Am Bornberge nach Westen (li. Kötzschenbroda, re. Niederlößnitz) |
| Am Gottesacker (Lage)               |                         | 1935                | Gottesacker                    | Friedhofstraße | 14, 19, Alter Friedhof (33) | |                                                                  |
| Am Kuffenhaus (Lage)                |                         | 1997                | Gaststätte Kleines Kuffenhaus  | | | |                                                                  |
| An der Festwiese (Lage)             |                         | 1997                |                                | | 9 | aus Teilen der Uferstraße und der Bahnhofstraße gebildet |                                                                  |
| Auenweg (Lage)                      |                         | 1883                |                                | | | historischer Kommunikationsweg zwischen Kötzschenbroda und Serkowitz, nach der im frühen 17. Jh. gebräuchlichen Flurbezeichnung „in der Awen“. Georg Richter-Lößnitz (Nr. 5). Das Grundstück der heutigen Nr. 2 wurde nach 1648 das 24. und letzte Anwesen von Fürstenhain, es kam später zu Kötzschenbroda | Auenweg nach Osten                                               |
| Bahnhofstraße (Lage)                |                         | 1897, 1991 erneuert | Bahnhof Radebeul West          | 1547 Vyheweg, 1860 Eisenbahnstraße, 1945 Straße der Befreiung                                                                                      | 7, 8, 8a, Bahnhof Radebeul West (10), 11, 12, 12b, 17, 19, 20 | im Verlauf eines historischen Viehwegs. Hermann Ilgen | Bahnhofstraße nach Norden                                        |
| Bernhard-Voß-Straße (Lage)          |                         | 1945                | Bernhard Voß                   | 1875 Dresdner Straße, 1897 Blücherstraße | 17, 18, 23, 25, 25a | Benannt nach dem Widerstandskämpfer Bernhard Voß. Johannes Wilhelm Hofmann |                                                                  |
| Carl-Pfeiffer-Straße (Lage)         | NDL                     | 1954                | Carl Pfeiffer                  | | | Pfeiffer lebte im Knollenweg 8 |                                                                  |
| Cossebauder Straße (Lage)           | NAU                     | 2000                | Cossebaude                     | | | Teil der „Naundorfer Querspange“ zwischen der Meißner Straße und der Straßenbrücke Niederwartha, erster größerer Radebeuler Straßenneubau seit dem Zweiten Weltkrieg | Cossebauder Straße nach Westen, beim Hochwasser 2015             |
| Dr.-Rudolf-Friedrichs-Straße (Lage) | NDL, WAH                | 1947                | Rudolf Friedrichs              | Lange Straße, 1934–45 Langemarkstraße | 11 | |                                                                  |
| Dürerstraße (Lage)                  |                         | 1897                | Albrecht Dürer                 | | 1, 2a, 5, 7 | |                                                                  |
| Elbblick (Lage)                     |                         | 1997                | Elbe                           | | | |                                                                  |
| Elbstraße (Lage)                    |                         | 1876                | Elbe                           | Dammweg, Elbgäßchen, Dammgäßchen | | |                                                                  |
| Emil-Schüller-Straße (Lage)         |                         | 1923                | Emil Schüller                  | | | ehemaliger Gemeindevorstand Emil Schüller (1871–1923) von Kötzschenbroda (1904–1923), der sich insbesondere um den Orts- und Straßenausbau sowie die Förderung der gewerblichen Entwicklung verdient machte |                                                                  |
| Fabrikstraße (Lage)                 | NAU                     | 1908                |                                | Kötitzer Straße | 9, 27 | alter Naundorfer Kirchweg nach Kötzschenbroda. Elektroarmaturenwerk JWH, Nudossi |                                                                  |
| Flemmingstraße (Lage)               |                         | 1935                | Johann Samuel Gottlob Flemming | 1900 Louisenstraße | 3, 5 | Flemming wohnte im Pfarrgut (Altkötzschenbroda 40), nach der Emeritierung auf der Wettinshöhe (Auerweg 2). Lina Mayr (Nr. 2) |                                                                  |
| Geschwister-Scholl-Straße (Lage)    |                         | 1959                | Geschwister Scholl             | | | |                                                                  |
| Gradsteg (Lage)                     | NDL                     | 1897                |                                | 1497 „der gerade steygk“, Marktgäßchen (südlich der Bahnlinie)                                                                                     | 1, 1b | historischer Verbindungsweg zwischen Kötzschenbroda und der zugehörigen Weinbergflur mit schnurgerader Wegführung. Moritz Lilie, Gebrüder Kießling |                                                                  |
| Güterhofstraße (Lage)               |                         | 1874                | Güterhof Bahnhof Radebeul West | | 1, 9a, 11 | Neumann Verlag, Edwin Bauer (Papyruswerk Kötzschenbroda) | Güterhofstraße nach Westen                                       |
| Hainstraße (Lage)                   |                         | 1862                | Fürstenhain                    | | 6, 7 | alter Verbindungsweg nach Fürstenhain |                                                                  |
| Harmoniestraße (Lage)               |                         | 1873                | Gaststätte Harmonieschlößchen  | 1933–34 Adolf-Hitler-Straße | 7, 9 | Louise Roth (Nr. 5) | Harmoniestraße nach Westen                                       |
| Heinrich-Zille-Straße (Lage)        | NDL                     | 1945                | Heinrich Zille                 | seit dem späten 19. Jh. Grenzstraße, 1933 Franz-Seldte-Straße                                                                                      | 47, 51, 55, 59, 61 | entlang eines alten, bereits um 1600 verzeichneten Viehwegs. Karl Friedrich von Süßmilch genannt Hörnig |                                                                  |
| Hermann-Ilgen-Straße (Lage)         |                         | 1936                | Hermann Ilgen                  | Environweg, 1860 Gartenweg, 1878 Schulstraße, 1886 Gartenstraße, Hindenburgstraße                                                                  | 3, 28, 30, 36, 38, 40, 42, 44, 46, 48, 56, 58, 60, 62 | Ilgens Löwen-Apotheke lag in der Bahnhofstraße an der Ecke zur heutigen Hermann-Ilgen-Straße. Wilhelmine Heimburg, Hugo Behrens, Adolf Schruth | Hermann-Ilgen-Straße nach Westen                                 |
| Hohe Straße (Lage)                  | NDL                     | 1891, 1991          |                                | 1933–35 Martin-Mutschmann-Straße, 1935–45 Hans-Schemm-Straße, 1945–91 Scheringerstraße                                                             | 4 | August Iffert, Edmund Kießling |                                                                  |
| Käthe-Kollwitz-Straße (Lage)        | NDL                     | 1945                | Käthe Kollwitz                 | 1890 Albertstraße, 1934 Graf-von-Spee-Straße | 4, 6, 8, 10, 12, 13, 16 | Straßenanlage 1880 | Käthe-Kollwitz-Straße (Kötzschenbroda) nach Norden               |
| Kleine Elbstraße (Lage)             |                         | 1999                | Elbe                           | Elbstraße II | | |                                                                  |
| Kötitzer Straße (Lage)              | NAU                     | 1924                | Kötitz                         | Glanze, Fürstenweg, Naundorfer Straße | 2, 3, 8 | alter Kommunikationsweg zwischen Kötzschenbroda und Kötitz |                                                                  |
| Kötzschenbrodaer Straße (Lage)      | SER, FUE                | 1935                | Kötzschenbroda                 | Alte Meißner Straße, 2. H. 19. Jh. Dresdner Straße, Serkowitzer Straße                                                                             | 145, Friedhof Radebeul-West (166), 182, 187 | Teil der alten hochwassergefährdeten Fernstraße Dresden-Leipzig (Leipziger Landstraße, Alte Meißnische Straße), 1788 durch die höhergelegene Chaussee (Meißner Straße) ersetzt. |                                                                  |
| Ledenweg (Lage)                     | NDL                     | 1897                |                                | 1497 „fußsteygk zu den kempnitz hinan“ | 1, 2a, 2b, 8 | alter Weg, Name von Lehde abgeleitet. Johannes Wilhelm Hofmann, Wiljalba Frikell |                                                                  |
| Lößnitzstraße (Lage)                |                         | 1897                | Lößnitz                        | | 5, 6 | Karl May (Lößnitzstraße 11) |                                                                  |
| Ludwig-Jahn-Straße (Lage)           |                         | 1970                | Friedrich Ludwig Jahn          | 1895 Körnerstraße, 1923 August-Gruner-Straße | 2 | Straßenausbau 1895 | Ludwig-Jahn-Straße                                               |
| Ludwig-Richter-Allee (Lage)         | NDL                     | 1945                | Ludwig Richter                 | 1875 Thienemanns Allee, 1901 Alleestraße, 1933 Horst-Wessel-Straße                                                                                 | 5, 7 | Mitte des 17. Jh. angelegte Zufahrt zum Weinbergsbesitz Altfriedstein, siehe Villenkolonie Altfriedstein |                                                                  |
| Lutherstraße (Lage)                 |                         | 1885                | Martin Luther                  | | 4, 6 | Straßenausbau 1885 |                                                                  |
| Meißner Straße (Lage)               | NDL, SER, RAD, NAU, ZIT | 1935, 1991 erneuert | Meißen                         | 1788 Chaussee bzw. Leipzig-Dresdner Chaussee, Dresdner Straße, Meissener Straße, 1935 Meißner Straße, 1945 Stalinstraße, 1961 Wilhelm-Pieck-Straße | 159, 177, 220, 221, 223, 226, 241, 243, 244, 247, 250, 253, 255, 256, 266, 268, 279, 280, 285, 288, 289, 292, 296, 297, 299, 313 | Teil der Fernchaussee Dresden-Leipzig, die 1788 die hochwassergefährdete Fernstraße (Kötzschenbrodaer Straße) ersetzte. Lenelies Höhle-Gadegast, Eugen Hermann von Dedenroth, Gebrüder Kießling, Ernestine Schumann-Heink, Joseph Hallbauer, Friedrich Wilhelm Schwenk, Gerlinde Queißer, Max Manfred Queißer, Wilhelm Heine (Nr. 269, abgerissen), Oskar Ernst Bernhardt, Albert Aufschläger, Gustav Aufschläger, Anton von Cerrini di Monte Varchi (Nr. 294), Gustav Riebensahm (Nr. 294) |                                                                  |
| Melanchthonstraße (Lage)            |                         | 1897                | Philipp Melanchthon            | | | |                                                                  |
| Mittelweg (Lage)                    |                         | 1970                |                                | | | |                                                                  |
| Moritzburger Straße (Lage)          | NDL, KOO, LIN           | 1865                | Moritzburg                     | 1497 Fahrweg unter dem Leyme (Leimgrund) | 1, 3, 4, 5, 8 | entlang des alten Viehwegs zwischen Kötzschenbroda und Lindenau. F. A. Bernhard Große | Moritzburger Straße, von der Friedrich-August-Höhe aus           |
| Neue Straße (Lage)                  |                         | ca. 1860            |                                | vor 1860 Im Winkel | 1, 12, 23b | Carl Reinhardt (Nr. 15) | Neue Straße, von der Vorwerkstraße Ri. Altkötzschenbroda         |
| Niederwarthaer Brücke (Lage)        | Dresden                 | 2008/11             | Niederwartha                   | | Elbebrücken Niederwartha | historischer Weg zwischen Naundorf und der Elbfurt nach Niederwartha. Teilstück eines der ältesten Wege in der Lößnitz, der die linkselbischen Höhenorte über die Elbfurt mit der alten Salzstraße verband | Niederwarthaer Brücke                                            |
| Niederwarthaer Straße (Lage)        | NAU                     | 1897                | Niederwartha                   | | Elbebrücken Niederwartha | historischer Weg zwischen Naundorf und der Elbfurt nach Niederwartha. Teilstück eines der ältesten Wege in der Lößnitz, der die linkselbischen Höhenorte über die Elbfurt mit der alten Salzstraße verband |                                                                  |
| Oscar-Pletsch-Straße (Lage)         |                         | 1935                | Oscar Pletsch                  | 1913 Schillerstraße | 1 | Pletsch wohnte in der Borstraße 57 |                                                                  |
| Querstraße (Lage)                   |                         | ca. 1880            |                                | | | |                                                                  |
| Rudolf-Harbig-Straße (Lage)         |                         | 1960                | Rudolf Harbig                  | | | |                                                                  |
| Seweningstraße (Lage)               |                         | 1909                | Paul Sewening                  | | | nach Paul Sewening (1837–1904), dem stellvertretenden Vorsitzenden des sächsischen Gemeindetags und Gemeindevorstand von Kötzschenbroda (1890–1904), der insbesondere die Infrastruktur ausbaute |                                                                  |
| Uferstraße (Lage)                   |                         | 1897                |                                | 19. Jh. Am Ufer bzw. (Hoch-)Ufergasse | 2a, 6, 8, 10, 17a | im Zuge des alten Verbindungswegs zwischen Kötzschenbroda und der Niederwarthaer Elbfurt. August Kaden, Felix Kaden |                                                                  |
| Vierruthenweg (Lage)                |                         | 1940                |                                | | | historischen Bezeichnung eines anliegenden Feldstücks, nach dessen Größe bezeichnet |                                                                  |
| Vorwerkstraße (Lage)                |                         | 1897                |                                | 19. Jh. Auf dem Vorwerk | 3, 6, 7, 13c, 14 | nach dem vor 1555 aufgelösten Kötzschenbrodaer Vorwerk | Vorwerkstraße nach Osten                                         |
| Wilhelm-Busch-Straße (Lage)         | NDL                     | 1945                | Wilhelm Busch                  | 1905 Carolastraße, 1924 Admiral-Scheer-Straße | 1, 8 | Leopold von Dallmer |                                                                  |
| Wilhelm-Eichler-Straße (Lage)       |                         | 1991                | Wilhelm Eichler von Eichkron   | Ende 19. Jh. Schützenstraße, 1911 Von-Otto-Straße, 1967 Straße der Deutsch-Sowjetischen Freundschaft                                               | 7, 11, 13, 17, 19, 36 | Teil des Zitzschewiger Kirchwegs nach Kötzschenbroda. Wilhelm Eichler wuchs im väterlichen Anwesen Altkötzschenbroda 44 auf. Karl May (Villa Idylle, Schützenstraße 6 bzw. Wilhelm-Eichler-Straße 8) |                                                                  |